# Denis Lichi
Denis Lichi es un contador y político paraguayo. Entre agosto de 2018 y septiembre de 2019 se desempeñó como Ministro de Agricultura y Ganadería del Paraguay, nombrado por el presidente Mario Abdo Benítez. Actualmente se desempeña como presidente de Petropar.